# Karine Kazinian
Karine Kroyan Kazinian (armenisch Կարինե Ղազինյան; * 8. Januar 1955 in Jerewan; † 6. Dezember 2012 in Los Angeles) war eine armenische Diplomatin.

## Leben
Sie studierte von 1972 bis 1977 an der Fakultät für Philologie der Staatlichen Universität Jerewan. Es folgte ein Eintritt in den diplomatischen Dienst der Sowjetunion. Zunächst war sie Sekretärin beim sowjetischen Botschafter in Mosambik, dann Assistentin des Botschafters in Portugal.
Von 1992 bis 1994 arbeitete sie als Lektorin für Englisch und Portugiesisch an der Jerewaner Universität. Sie zog dann mit ihrem Ehemann, George Kazinian, nach Bukarest in Rumänien, er war dort als erster armenischer Botschafter eingesetzt worden. 1997 wurde sie nach dem Tod ihres Mannes zur Geschäftsträgerin der armenischen Botschaft und 1999 dann zur Botschafterin ihres Landes in Rumänien. 2001 erfolgte der Einsatz als armenische Botschafterin in Deutschland. 2009 wurde sie stellvertretende Außenministerin Armeniens. im Jahr 2010 erwarb sie einen Abschluss an der Harvard Kennedy School. Am 8. September 2011 übernahm sie das Amt als armenische Botschafterin im Vereinigten Königreich. Neben Armenisch sprach sie Englisch, Russisch, Deutsch, Rumänisch und Portugiesisch.
Sie starb 2012 an den Folgen einer chirurgischen Operation und hinterließ eine Tochter und einen Sohn. Sie wurde in Armenien beigesetzt.